# Варзеги
Варзеги — деревня в Юрьянском районе Кировской области в составе Ивановского сельского поселения.

## География
Находится на расстоянии примерно 10 километров на север-северо-восток от районного центра поселка Юрья.

## История
Известна с 1873 года, когда здесь было отмечено дворов 7 и жителей 77, в 1905 13 и 112, в 1926 22 и 116, в 1950 19 и 74 соответственно. В 1989 году оставалось 12 жителей.

## Население
Постоянное население  составляло 2 человека (русские 100%) в 2002 году, 2 в 2010.